# Michael Obst
Michael Obst (født 22. juni 1944 i Leipzig) er en tysk tidligere roer og olympisk guldvinder.
Obst var styrmand og vandt i 1958 (som blot 14-årig) sammen med roerne Gerd Cintl og Horst Effertz det vesttyske mesterskab i toer med styrmand og vandt EM-sølv i samme disciplin. I 1959 skiftede de alle tre til firer med styrmand og blev vesttyske og europæiske mestre i denne båd samme år.
Ved OL 1960 i Rom stillede det fællestyske hold med Klaus Riekemann, Jürgen Litz, Cintl, Effertz og Obst op i firer med styrmand som favoritter efter EM-guldet året forinden. Tyskerne vandt da også overbevisende deres indledende heat og satte i den forbindelse ny olympisk rekord. Efter sejr i semifinaleheatet vandt de finalen med et forspring på to et halvt sekund til toerne fra Frankrig, mens Italien vandt bronze.
For EM-guldet i 1959 og OL-guldet i 1960 modtog Effertz Vesttysklands fineste sportshæder, Silbernes Lorbeerblatt, begge årene. Obst emigrerede senere til Chile.

## OL-medaljer
- 1960:  Guld i firer med styrmand